# Daniel Barenboim
Daniel Barenboim (en hebreo: דניאל ברנבוים‎; Buenos Aires, 15 de noviembre de 1942) es un pianista y director de orquesta argentino nacionalizado español, israelí y palestino.
Hijo de músicos (tanto Enrique Barenboim como Aída Schuster, sus padres, fueron destacados pianistas), debutó en Buenos Aires a los siete años y fue posteriormente invitado por el Mozarteum de Salzburgo a continuar sus estudios en esa ciudad, en cuyo festival participó tres años después. Luego estudió con Nadia Boulanger, Igor Markevitch y en la Academia de Santa Cecilia de Roma.

## Biografía
Barenboim comenzó sus estudios de piano a la edad de cinco años con su madre y continuó con su padre, quien quedó como su único profesor. En agosto de 1950, interpretó su primer concierto en Buenos Aires. Realizó sus estudios primarios en el Instituto Pestalozzi de Belgrano R.

Barenboim a los 11 años, saludando después de un concierto con Moshe Lustig (1953)

En 1952, la familia Barenboim se mudó a Israel. Dos años más tarde, sus padres lo enviaron a Salzburgo para que tomara clases de dirección con Igor Markevitch. Allí conoció a Wilhelm Furtwängler, para quien tocó el piano. En 1955, estudió armonía y composición con Nadia Boulanger en París.
Barenboim debutó como pianista en el Mozarteum de Salzburgo en 1952, en París ese mismo año, en Londres en 1956 y en Nueva York en 1957, bajo la dirección de Leopold Stokowski. En los años siguientes realizó regularmente conciertos en Europa, Estados Unidos, Sudamérica y el Lejano Oriente.
Realizó su primera grabación en 1954. Más tarde grabó sonatas para piano de Mozart y Beethoven y conciertos de Mozart como pianista y director, Beethoven (con Otto Klemperer), Brahms (con John Barbirolli) y Béla Bartók (con Pierre Boulez).
Tras su debut como director con la Orquesta Filarmónica de Londres en 1967, recibió invitaciones de diversas orquestas sinfónicas europeas y estadounidenses. El 15 de junio de ese mismo año, contrajo matrimonio con la chelista británica Jacqueline du Pré. En el transcurso de los últimos años de la vida de du Pré, Barenboim se instaló en París con la pianista Yelena Bashkírova. Un año después de la muerte de du Pré por esclerosis múltiple en 1987, se casó con Bashkírova, con la que tuvo dos hijos, David y Michael.
Debutó como director de ópera en 1973 con Don Giovanni, de Mozart, en el Festival de Edimburgo. Entre 1975 y 1989 fue director musical de la Orquesta de París, donde dirigió numerosas piezas de música contemporánea.
En 1981, se presentó por primera vez en el festival de Bayreuth, realizado anualmente en homenaje a Wagner. Dirigió regularmente en esa ciudad hasta 1999, donde hizo una lectura completa de El anillo del nibelungo y de Tristán e Isolda, con la mezzosoprano Waltraud Meier y el tenor Siegfried Jerusalem.
Desde 1991 hasta el 17 de junio de 2006, fue director de la Orquesta Sinfónica de Chicago, cargo al que accedió en sustitución de George Solti.
El 2 de septiembre de 2001 solicitó la nacionalidad española, que le fue concedida el 25 de octubre de 2002. Desde 1980, se presentó con frecuencia en el Palacio de Carlos V con motivo del Festival Internacional de Música y Danza de Granada. Por su vinculación con éste, le fue entregada la Medalla de Honor del Festival el 9 de julio de 2011.
Es director musical general de la Staatsoper Unter den Linden, la Ópera Estatal de Berlín desde 1992.
Además de sus actividades como pianista y director de orquesta, ha compuesto varios tangos. En diciembre de 2006, dirigió el Concierto de Año Nuevo en Buenos Aires, cuyo repertorio fue Tango Sinfónico.
En 2008, se presentó por primera vez en el Metropolitan Opera de Nueva York, donde dirigió Tristán e Isolda y dio un recital de piano, el primero después de veintidós años, ya que el último había sido el de Vladimir Horowitz
En 2009, 2014 y 2022 dirigió el Concierto de Año Nuevo de la Orquesta Filarmónica de Viena.
Fue condecorado con la Legión de honor del gobierno francés.
A partir del 10 de agosto de 2011, es candidato al Premio Nobel de la Paz por sus diversas actividades a favor de la paz y la convivencia en Oriente Próximo.
Desde la década de 1960, se presentó en Buenos Aires en varias ocasiones. Dirigió en el teatro Colón en 1980 con la Orquesta de París, en 1989 interpretó las variaciones Goldberg de Bach, en 1995 con la Staatskapelle Berlín, en 2000 con la Sinfónica de Chicago y en un recital de piano conmemorando 50 años de su debut en Buenos Aires, en 2002 para la integral de sonatas de Beethoven, en 2004 para los dos tomos del Clave bien temperado de Bach, en 2005 con la West-Eastern Divan Orchestra, en 2006 con un concierto multitudinario de fin de año ante 50.000 personas junto a la Filarmónica de Buenos Aires, en 2008 con la Staatskapelle Berlin y en 2010 nuevamente con la West-Eastern Divan interpretando las nueve sinfonías de Beethoven y en un concierto al aire libre para 60.000 personas y con el coro y orquesta del Teatro Alla Scala de Milán en el Teatro Colón con motivo del bicentenario argentino.
El 4 de octubre de 2022, anunció que se retiraba a causa de una enfermedad neurológica grave. Ya en febrero de 2025, dijo que tenía Parkinson.

### Wagner en Israel
El 7 de julio de 2001, Barenboim dirigió la Staatskapelle de Berlín en la representación de la ópera de Wagner Tristán e Isolda en el festival de Israel celebrado en Jerusalén. Fue llamado pronazi y fascista por algunos de los presentes.[cita requerida]
Iba a interpretar el primer acto de La Walkiria con tres cantantes, entre los que se encontraba el tenor español Plácido Domingo. Sin embargo, las protestas de los supervivientes del holocausto y del gobierno israelí forzaron a la organización del festival a buscar un programa alternativo. Pese a estar en desacuerdo con la decisión, Barenboim accedió a sustituir estas piezas por composiciones de Schumann y Stravinski. Finalizado el concierto, declaró que en el bis iba a interpretar una pieza de Wagner, e invitó a aquellos de los presentes que tuvieran alguna objeción a que abandonaran la sala.

### West-Eastern Divan Orchestra
En 1999, junto al escritor estadounidense de origen palestino Edward Said, al que lo unió una gran amistad, fundó la West-Eastern Divan Orchestra, una iniciativa para reunir cada verano un grupo de  músicos jóvenes de origen israelí, árabe o español. Ambos recibieron el premio Príncipe de Asturias de la Concordia por la iniciativa.
En 2004, Barenboim recibió el Premio de la Fundación Wolf de las Artes de Jerusalén.

### Ciudadanía palestina
El 12 de enero de 2008, después de un concierto en Ramala, Barenboim aceptó también la ciudadanía palestina honoraria. Se convirtió así en el primer ciudadano del mundo con ciudadanía israelí y palestina, y dijo que la había aceptado con la esperanza de que sirviera como señal de paz entre ambos países.

## Festival Barenboim
En 2019, se realizó en el Centro Cultural Kirchner de Buenos Aires el Festival Barenboim, donde el músico estuvo acompañado por, entre otros, la pianista Marta Argerich.

## Premios y distinciones

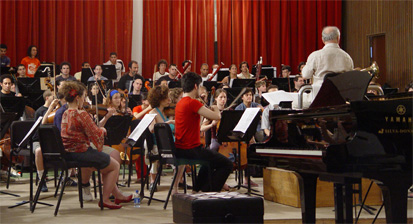
Barenboim con la West-East Divan Orchestra en 2005. Ensayo de Primera Sinfonía «Titán», de Mahler en el Seminario Menor de Pilas.

- Miembro honorario de la Royal Academy of Music, 1975[13]
- Premio Konex - Diploma al Mérito: Pianista, 1989[14]
- Premio Konex: Mención Especial, 1999[14]
- Orden del Mérito de la República Federal de Alemania, 2002
- Tolerance Prize, Evangelische Akademie Tutzing, 2002
- Premio Príncipe de Asturias de la Concordia, 2002 (con Edward Said)
- Wilhelm Furtwängler Prize, 2003
- Buber-Rosenzweig-Medal, 2004
- Premio de la Fundación Wolf de las Artes, 2004
- Premio Ernst von Siemens, 2006[15]
- Medalla Goethe, otorgada por el Instituto Goethe, 2007[16]
- Praemium Imperiale, 2007[17]
- Comandante de la Legión de Honor, 2007[18]
- Orden al Mérito de la República Italiana, 2007[19]
- International Service Award for the Global Defence of Human Rights, 2008
- Royal Philharmonic Society Gold Medal, 2008[20]
- Istanbul International Music Festival Lifetime Achievement Award, 2009[21]
- Léonie Sonning Music Prize, 2009[22]
- Premio Konex de Brillante: Música Clásica, 2009[14]
- Caballero comendador (honorario) de la Orden del Imperio británico, 2011[23]
- Orden Nacional de la Legión de Honor, 2023[24]
- Gran Cruz de la Orden del Mérito Civil, 2025[25]

Doctorados honoris causa
- Doctor en Filosofía, Universidad Hebrea de Jerusalén, 1996
- Vrije Universiteit Brussel, 2003
- Doctor en Música, Universidad de Oxford, 2007
- Doctor en Música, SOAS, Universidad de Londres, 2008
- Doctor honoris causa por la Universidad de La Rioja, 2014[26]

Premios Grammy
Barenboim ha recibido, como director y como pianista, seis premios Grammy:
- Grammy Award for Best Classical Album: Daniel Barenboim (director), Arthur Rubinstein y la London Philharmonic Orchestra: Beethoven: The Five Piano Concertos, 1977
- Grammy Award for Best Chamber Music Performance: Daniel Barenboim e Itzhak Perlman: Brahms: The Three Violin Sonatas, 1991
- Grammy Award for Best Orchestral Performance: Corigliano: Symphony n.º 1, 1992
- Grammy Award for Best Chamber Music Performance: Beethoven-Mozart: Quintets (Chicago-Berlin), 1995
- Grammy Award for Best Instrumental Soloist(s) Performance (with orchestra): Richard Strauss Wind Concertos (Horn Concerto; Oboe Concerto), 2002
- Grammy Award for Best Opera Recording: Tannhäuser, 2003